# Indeks siły Banzhafa

Obraz modelu komputerowego wskaźnika siły Banzhafa

Indeks siły Banzhafa – jeden z dwóch najważniejszych indeksów siły (obok indeksu siły Shapleya-Shubika). Indeks oblicza się dla każdego potencjalnego koalicjanta i przedstawia się w postaci ułamka zwykłego lub dziesiętnego. Jest to odsetek koalicji wygrywających, w których dany koalicjant ma decydującą rolę, tzn. po jego wycofaniu się z koalicji nie miałaby ona większości.

## Przykład 1
| Możliwa koalicja | Decydująca partia |
| ---------------- | ----------------- |
| AB               | A i B             |
| AC               | A i C             |
| ABC              | A                 |
| ABD              | A i B             |
| ACD              | A i C             |
| BCD              | B, C i D          |
| ABCD             | żadna             |

Cztery partie: A, B, C, D mają odpowiednio 4, 3, 2 i 1 przedstawiciela, przy czym by mogła powstać koalicja większościowa potrzeba 50% głosów + 1, czyli w tym przypadku 6 głosów.
Partia A ma decydującą rolę w 5 z 12 przypadków, partia B i C w 3 z 12, zaś partia D w 1 z 12. Co oznacza, iż indeks Banzhafa dla poszczególnych partii wynosi:
- A - 0,41(6)
- B - 0,25
- C - 0,25
- D - 0,08(3)

## Indeksy siły Banzhafa dla partii politycznych po wyborach parlamentarnych w 2005 roku w Polsce
Tabela przedstawia indeksy siły Banzhafa dla partii politycznych wybranych do sejmu w wyborach parlamentarnych w 2005 roku w Polsce. Indeks Banzhafa może również służyć do podziału władzy pomiędzy partię, które zawiążą koalicję, w przypadku koalicji zawiązanej w V kadencji sejmu (Prawo i Sprawiedliwość + Samoobrona Rzeczpospolitej Polskiej + Liga Polskich Rodzin) - suma indeksów tych trzech partii wynosiła: 0,5714, podział władzy według indeksu Banzhafa mógłby wyglądać następująco: PiS: 62,5% stanowisk, Samoobrona 25% stanowisk, LPR 12,5% stanowisk.
| Partia polityczna                   | Ilość mandatów | Wartość indeksu |
| ----------------------------------- | -------------- | --------------- |
| Prawo i Sprawiedliwość              | 155            | 0,3571          |
| Platforma Obywatelska               | 133            | 0,2143          |
| Samoobrona Rzeczpospolitej Polskiej | 56             | 0,1429          |
| Sojusz Lewicy Demokratycznej        | 55             | 0,1429          |
| Liga Polskich Rodzin                | 34             | 0,0714          |
| Polskie Stronnictwo Ludowe          | 25             | 0,0714          |